# Mario Kart Arcade GP
Mario Kart Arcade GP es un videojuego arcade de carreras para recreativas basado en la saga Mario Kart. Fue desarrollado por Namco y Nintendo, lo que lo convierte en el primer Mario Kart no desarrollado exclusivamente por Nintendo. En esta versión, diseñada para las placas Triforce los jugadores pueden correr con hasta 11 personajes en 24 circuitos diferentes. Fue lanzado el 19 de noviembre de 2005.
El gabinete del juego incluye además una cámara que toma una fotografía de la cara del jugador. La foto se puede personalizar y verse en el personaje del jugador durante la carrera.

## Jugabilidad
En Mario Kart Arcade GP, los jugadores pueden jugar como personajes tanto de la serie Mario como de la serie Pac-Man. Hay seis etapas con cuatro cursos cada una. Después de completar una etapa, el jugador debe poner una moneda para continuar jugando. Cuando el jugador completa las seis etapas, aparece un «juego de desafío». En el "juego de desafío", el jugador debe completar una tarea dentro de un límite de tiempo.

## Personajes jugables
- Mario
- Luigi
- Princesa Peach
- Toad
- Yoshi
- Donkey Kong
- Wario
- Waluigi
- Bowser
- Pac-Man
- Ms. Pac-Man
- Blinky

## Personajes no jugables
- Robo Mario

## Fases
Hay 12 fases en Mario Kart Arcade GP, cada una con un tema diferente, desde las playas de la fase de Mario hasta las junglas de Donkey Kong. Cada fase tiene 4 circuitos: 
- Mario stage
- DK stage
- Pac-Man stage
- Wario stage
- Bowser stage
- Rainbow stage